# Brigitte Foster-Hylton
Pour les articles homonymes, voir Foster et Hylton.
Brigitte Foster-Hylton (née le 7 novembre 1974 dans la paroisse de Saint Elizabeth) est une athlète jamaïcaine, spécialiste du 100 mètres haies.

## Biographie
Elle améliore ses records personnels sur les haies hautes en 2003 en réalisant 7 s 96 sur 60 m haies lors des Championnats du monde en salle de Birmingham (6e place finale), et 12 s 45 (+1,4 m/s) sur 100 m haies lors de la Prefontaine Classic d'Eugene. Elle remporte la médaille d'or des Jeux panaméricains, à Saint-Domingue, devançant la Canadienne Perdita Felicien et l'autre Jamaïcaine Lacena Golding-Clarke. Aux Championnats du monde 2003 de Saint-Denis, Brigitte Foster-Hylton monte sur la deuxième marche du podium du 100 m haies en 12 s 57, battue une nouvelle fois par Perdita Felicien (12 s 53).
Éliminée dès le premier tour des séries lors des Jeux olympiques de 2004, en 12 s 83, elle se classe troisième des Championnats du monde 2005, à Helsinki, derrière Michelle Perry et Delloreen Ennis-London. Elle remporte dès l'année suivante la médaille d'or des Jeux du Commonwealth, à Melbourne, où elle s'impose en 12 s 76, devant Angela Whyte et Delloreen Ennis-London. 
Créditée de 12 s 49 en juillet 2008 à Monaco, elle atteint la finale des Jeux olympiques de 2008 à Pékin, se classant sixième en 12 s 66. 
En août 2009, aux Championnats du monde de Berlin, Brigitte Foster-Hylton devient la première athlète jamaïcaine à remporter un titre mondial sur 100 mètres haies. Elle franchit la ligne en 12 s 51 et devance sur le fil Priscilla Lopes-Schliep (12 s 54) et Delloreen Ennis-London (12 s 55). Frôlant son record personnel à Zurich (12 s 46), elle s'impose lors de la Finale mondiale d'athlétisme disputée en fin de saison 2009 à Thessalonique (12 s 58).
Éliminée en demi-finale des Championnats du monde 2011, elle annonce que la saison 2012 sera sa dernière année de compétition. 
En mai 2012, Brigitte Foster-Hylton remporte son meeting de rentrée de la Jamaica International Invitational, à Kingston, où elle établit le temps de 12 s 51. À 37 ans, elle participe aux Jeux olympiques de Londres mais chute en série et ne se classe que 7e en 13 s 97. Très attristée pour sa dernière chance olympique, elle pleure au bord de la piste, créeant de vives émotions dans le stade. 

## Palmarès
| Date | Compétition                           | Lieu           | Résultat | Temps   |
| ---- | ------------------------------------- | -------------- | -------- | ------- |
| 1999 | Champ. d'Am. centrale et des Caraïbes | Bridgetown     | 2e       | 13 s 49 |
| 2000 | Jeux olympiques                       | Sydney         | 8e       | 13 s 49 |
| 2002 | Finale du Grand Prix                  | Paris          | 2e       | 12 s 62 |
| 2002 | Coupe du monde                        | Madrid         | 2e       | 12 s 82 |
| 2003 | Championnats du monde                 | Paris          | 2e       | 12 s 57 |
| 2003 | Jeux panaméricains                    | Saint-Domingue | 1re      | 12 s 67 |
| 2003 | Finale mondiale                       | Monaco         | 8e       | 13 s 26 |
| 2005 | Championnats du monde                 | Helsinki       | 3e       | 12 s 76 |
| 2005 | Finale mondiale                       | Monaco         | 2e       | 12 s 55 |
| 2006 | Jeux du Commonwealth                  | Melbourne      | 1re      | 12 s 75 |
| 2006 | Coupe du monde                        | Athènes        | 1re      | 12 s 67 |
| 2006 | Finale mondiale                       | Stuttgart      | 5e       | 12 s 66 |
| 2008 | Jeux olympiques                       | Pékin          | 6e       | 12 s 66 |
| 2008 | Finale mondiale                       | Stuttgart      | 4e       | 12 s 76 |
| 2009 | Championnats du monde                 | Berlin         | 1re      | 12 s 51 |
| 2009 | Finale mondiale                       | Thessalonique  | 1re      | 12 s 58 |

## Records
| Épreuve     | Épreuve   | Performance | Lieu       | Date         |
| ----------- | --------- | ----------- | ---------- | ------------ |
| 100 m       | Plein air | 11 s 17     | La Havane  | 31 mai 2003  |
| 100 m haies | Plein air | 12 s 45     | Eugene     | 24 mai 2003  |
| 60 m        | En salle  | 7 s 32      | Budapest   | 5 mars 2004  |
| 60 m haies  | En salle  | 7 s 96      | Birmingham | 16 mars 2003 |

### Meilleures performances par année
| Année | Temps   | Date              | Lieu            | Rang Mondial |
| ----- | ------- | ----------------- | --------------- | ------------ |
| 1996  | 13 s 34 | 13 avril 1996     | College Station | -            |
| 1997  | -       | -                 | -               | -            |
| 1998  | 13 s 19 | 21 septembre 1998 | Kuala Lumpur    | -            |
| 1999  | 13 s 35 | 19 juin 1999      | Kingston        | -            |
| 2000  | 12 s 70 | 27 septembre 2000 | Sydney          | -            |
| 2001  | 12 s 70 | 23 juin 2001      | Kingston        | 9            |
| 2002  | 12 s 49 | 16 juillet 2002   | Stockholm       | 2            |
| 2003  | 12 s 45 | 24 mai 2003       | Eugene          | 1            |
| 2004  | 12 s 56 | 27 juin 2004      | Kingston        | 7            |
| 2005  | 12 s 55 | 10 septembre 2005 | Monaco          | 3            |
| 2006  | 12 s 49 | 11 juillet 2006   | Lausanne        | 4            |
| 2007  | 12 s 71 | 5 mai 2007        | Kingston        | 12           |
| 2008  | 12 s 49 | 29 juillet 2008   | Monaco          | 3            |
| 2009  | 12 s 46 | 28 août 2009      | Zurich          | 1            |
| 2010  | -       | -                 | -               | -            |
| 2011  | 12 s 87 | 3 septembre 2011  | Daegu           | 22           |
| 2012  | 12 s 51 | 5 mai 2012        | Kingston        | 4            |